# Whitehall (Contea di Allegheny, Pennsylvania)
Whitehall  è una borough degli Stati Uniti d'America, nella contea di Allegheny nello Stato della Pennsylvania. Secondo il censimento del 2000 la popolazione è di 14.444 abitanti.

## Società

### Evoluzione demografica
La composizione etnica vede una prevalenza della razza bianca (96,60%), seguita da quella afroamericana (1,42%), dati del 2000.
| borough di Whitehall Popolazione |        |
| 2000                             | 14.444 |
| Stima al 01-07-07                | 13.481 |